# 阿鲁科尔沁旗
阿鲁科尔沁旗是内蒙古自治区赤峰市下辖的一个旗。面积14555平方公里，旗人民政府驻天山镇。

## 历史
明末，辖境本属察哈尔部，林丹汗都城——瓦察尔图察汉城遗址在罕苏木苏木境内。察哈尔西迁後由阿噜科尔沁部驻牧。后金天聪八年（1634年）设阿鲁科尔沁左翼旗、右翼旗。清崇德元年（1636年）合为一旗，称阿鲁科尔沁旗，旗名始此。顺治元年（1644年）属昭乌达盟。1914年属热河特别区，1928年改属热河省。1946年治所迁驻天山。1949年划归内蒙古自治区，属昭乌达盟。1969年划入辽宁省，1979年复归内蒙古自治区。1983年撤销昭乌达盟，改属赤峰市。

## 行政区划
阿鲁科尔沁旗下辖7个镇、3个乡、4个苏木：
天山镇、天山口镇、双胜镇、坤都镇、巴彦花镇、绍根镇、扎嘎斯台镇、新民乡、先锋乡、罕苏木苏木、赛罕塔拉苏木、巴拉奇如德苏木、乌兰哈达乡、巴彦温都尔苏木、轻工食品产业园、新能源产业园、绍根煤碳及煤化工产业园、罕乌拉办事处和欧沐沦办事处。

## 人口
根據第七次人口普查數據，截至2020年11月1日零時，阿魯科爾沁旗常住人口為240360人。

## 交通
- 303国道过境。

## 旅游
- 阿鲁科尔沁旗博物馆